# Alexis du Roy de Blicquy
Alexis du Roy de Blicquy (28 juin 1798 à Ath en Belgique - 15 novembre 1875 à Blicquy en Belgique) est un agronome et homme politique belge.

## Biographie
- Bourgmestre de Blicquy (1830-1875)
- Conseiller provincial du Hainaut (1836-1847)
- Inspecteur des Haras de l'État (1840-1864)
- Membre de la Chambre des représentants de Belgique par l'arrondissement d'Ath (1847-1864)
- Conseiller provincial du Hainaut (1852-1862)

## Source
- E. MATTHIEU, Biographie du Hainaut, Enghien, A. Spinet, 1902, t. 1, p. 230.